# Юрген Ребер
Юрген Ребер (нім. Jürgen Röber, нар. 25 грудня 1953, Гернроде) — німецький футболіст, що грав на позиції півзахисника. По завершенні ігрової кар'єри — тренер.
Виступав, зокрема, за «Вердер» та «Баєр 04».

## Ігрова кар'єра
Юрген народився в місті Гернроде, Німецька Демократична Республіка. У 1956 році його сім'я переїхала до ФРН у місто Бертліх. Там він виріс і почав свою футбольну кар'єру в клубі «Бертліх», після чого грав за юнацькі команди клубів «Цонс» та «Форд-Ніхль» (Кельн).
У дорослому футболі дебютував 1972 року виступами за «Лінген», в яком провів два сезони. Після цього перейшов у «Вердер», до складу якого приєднався 1974 року. У Бундеслізі Ребер дебютував 4 жовтня 1974 року у 7 турі, коли він на 72-й хвилині замінив Урбана Клаусманна у матчі проти «Фортуни» (Дюссельдорф) (0:0). Перший гол за клуб забив 1 квітня 1975 року у грі проти «Кіккерса» (Оффенбах) (1:5). Загалом відіграв за бременський клуб шість сезонів своєї ігрової кар'єри. Більшість часу, проведеного у складі «Вердера», був основним гравцем команди.
1980 року перейшов у «Баварію», з якою став чемпіоном ФРН, проте основним гравцем не став і по завершенні сезону вирушив до Канади у клуб «Калгарі Бумерс», що виступав у NASL.
У тому ж році він переїхав до Англії, де у кольорах «Ноттінгем Форест» провів хороший сезон. У 1982 році він повернувся до Німеччини, ставши гравцем клубу «Баєр 04», у складі якого провів наступні чотири роки своєї кар'єри гравця. Граючи у складі «Баєра» також здебільшого виходив на поле в основному складі команди.
Завершив професійну ігрову кар'єру у клубі другого дивізіону «Рот-Вайс» (Ессен), за який виступав протягом 1986—1991 років.

## Кар'єра тренера
Під час виступів за «Рот-Вайс» (Ессен) був помічником тренера з 1987 по 1991 рік, а після закінчення ігрової кар'єри став головним тренером. Після вильоту команди у 1991 році з другої Бундесліги він виграв у 1992 році з командою третій дивізіон і повернувся в 1993 році до Другої Бундесліги.
15 грудня 1993 року, лише через два дні після уходу з «Рот-Вайса», він продовжив тренувальну діяльність у клубі Бундесліги «Штутгарт», де працював до 25 квітня 1995 року.
Згодом протягом 1996—2002 років очолював тренерський штаб берлінської «Герти». У 1997 році він вивів команду у Бундеслігу, через два роки зайняв з «Гертою» третє місце в чемпіонаті Німеччини, яке дає право брати участь у Ліги чемпіонів.
4 березня 2003 року, після того, як він був понад рік без тренерської посади, Ребер очолив «Вольфсбург», але покинув посаду 4 квітня 2004 року. З 6 жовтня 2005 до 11 травня 2006 року очолював сербський «Партизан», але став з командою лише другим у чемпіонаті, через що був звільнений.
19 грудня 2006 року очолив «Боруссію» (Дортмунд). Хоча контракт був дійсний до кінця сезону, Ребер вже 12 березня 2007 року покинув клуб, здобувши тільки дві перемоги у восьми матчах.
20 серпня 2008 року Ребер був призначений тренером підмосковного «Сатурна». Першу гру під його керівництвом клуб провів 24 серпня в рамках 19-го туру чемпіонату Росії, в якому обіграв клуб «Промінь-Енергія» з рахунком 2:1. 15 травня 2009 року Ребер був звільнений з посади через незадовільну гру команди у чемпіонаті Росії 2009 року.
У червні 2009 року Ребер підписав контракт за схемою 1+1 з турецьким футбольним клубом «Анкараспор», виступаючим в турецькій Суперлізі. Однак незабаром після його призначення команда була переведена у другий дивізіон, а після і зовсім усунена від участі в чемпіонаті Туреччини.
1 липня 2017 року він став спортивним директором бельгійського клубу «Мускрон».

## Титули і досягнення

### Як гравця
- Чемпіон Німеччини (1):

«Баварія»: 1980–81
- Володар Кубка німецької ліги (2):

«Герта»: 2001, 2002

## Особисте життя
Ребер був двічі одружений, у нього є син і пасинок.